# Alosa volgensis
Alosa volgensis, der Wolga-Maifisch oder „Wolga-Hering“ (russisch волжская сельдь) ist ein Wanderfisch der endemisch im Kaspischenen Meer vorkommt. Früher war er nicht nur in der Wolga, sondern auch im Terek und Ural verbreitet.

## Merkmale
Er hat die typische, seitlich abgeflachte, etwas hochrückigere Gestalt der Süßwasserheringe und wird maximal 35 cm lang. Die Körperhöhe kann ¼ der Gesamtlänge erreichen. Der Körper ist von relativ großen Rundschuppen bedeckt. Der Oberkiefer ist mittig gekerbt, der Unterkiefer reicht bis zum hinteren Augenrand.

## Lebensweise
Die Art lebte in Schwärmen und ist ein anadromer Wanderfisch. Im Kaspischen Meer lebte er pelagisch in küstennahen, gut durchströmten Bereichen und vermeidet Regionen mit gleichbleibend hohem Salzgehalt. Zur Fortpflanzung wandert er in die Flüsse und laicht im Süßwasser oder in leicht brackigem Wasser oberhalb von drei Metern Tiefe.

## Gefährdung und Schutz
Seit den 1960ern haben Kanalisierung der Flussmündung und Verbauungen der Wanderrouten, vor allem die Errichtung des Wolgograder Dammes große Teile des Lebensraumes verändert und zerstört. Heute ist die Art extrem selten und es werden kaum Jungfische gesichtet. Das verbleibende Laichgebiet umfasst nur mehr weniger als 500 Quadratkilometer. 2024 wurde die Art von der IUCN offiziell für ausgestorben erklärt.